# 大島美幸
大島 美幸（おおしま みゆき、1980年（昭和55年）1月13日 - ）は、日本のお笑いタレント、女優。森三中のボケ担当。身長166cm。戸籍名は鈴木 美幸（すずき みゆき）で、旧姓は大島。栃木県大田原市出身。吉本興業所属。
夫は放送作家の鈴木おさむ。タレントの平山あやは遠縁に当たる。

## 来歴
- 栃木県大田原市（旧・那須郡黒羽町）生まれ。
- 大田原市立両郷中学校、栃木県立黒羽高等学校卒業後、1998年吉本興業東京本社に入社、森三中としてデビューする。
- 2002年、放送作家の鈴木おさむと結婚。
- 2006年、歌手活動を開始。
- 2013年、『24時間テレビ』のチャリティーマラソンに挑戦し、88kmを完走した。
- 2015年、長男を出産[1]。
- 2024年、ガンバレルーヤとともに、アーティスト「MyM（マイムー）」として活動する[2]。

## 人物
- 女性芸人では珍しく、テレビ番組で裸体を披露することが多い。大概はテロップや顔写真で編集されるが、2013年の『27時間テレビ』では生放送中に胸を露出させてしまった事がある[注 1]。
- 体を張る危険な仕事でも「楽しくてたまらない」と語る。これは『マゾヒズム』という意味ではなく、小中学校時代に受けた壮絶ないじめに比べたら大したことではないという本人の意向によるもの（詳細は後述）。一方、魚やカエルといった粘液状の物が苦手で、自宅では魚を調理することに消極的であり、止むを得ず魚料理を出す際は手袋を着用する。ロケでも魚を扱う際はバンジージャンプをやることを交換条件として、全て村上知子に任せている。
- 歌唱力が高く、歌合戦などのテレビ番組でもその実力を披露している。2006年には『Miyu』名義で歌手活動も開始。楽曲「ビューティフル マインド」はフジテレビドラマ『ブスの瞳に恋してる』の挿入歌として使用された。当初CD化の予定はなかったが、ドラマ放送終了後も視聴者からCD化の声が殺到し、同年10月18日にCDをリリースした（オリコン最高34位）。
- 嵐の松本潤のファンで、嵐のファンクラブに入っている。
- 積極的に体を張ることから、目標としている芸人にダチョウ倶楽部を挙げている。大島は森三中も女性版ダチョウ倶楽部のようになりたいと抱負に掲げているが、村上と黒沢は拒否している。
- 共演者の芸人に「朝青龍」（顔が似ている）とツッコまれることが多い。
- 昔よく観ていたテレビアニメがぴえろ魔法少女シリーズのクリィミーマミであり、『10匹のコブタちゃん』ではクリィミーマミの白地プリントTシャツを収録用に着用していた。
- 2014年5月より妊活休業に入り、2015年2月15日に放送された「世界の果てまでイッテQ!」内で、妊娠したことを公表[3][4]。

### 学生時代
- 小中学校時代は壮絶ないじめを受ける。全裸でプールで泳がされる、全裸で土に埋められるなど、陰惨かつ壮絶なものだった。中学時代、意を決していじめっ子に自身をいじめる理由を聞いたところ「お前が泣くとおもしろいから」と返される。それを機に「私が泣くとおもしろい→私が笑わせている」と心の持ち様が変わり、いじめを受け入れた。その後、当時のいじめっ子から吉本総合芸能学院（NSC）入学を勧められ、芸人を目指した[注 2]。
- 中学校時代はバスケットボール部に所属していた。しかし、そこでも先輩からの激しいいじめに遭っていた。
- 小中学校時代のいじめによるトラウマで、無視されることを嫌っている。
- U字工事の益子卓郎とは、幼稚園と小学校、中学校が同じ幼なじみであり友人。益子が大島の1年先輩である。ちなみに、関根勤に「そんな小さな町から二人も芸人が出るなんて、福岡よりもスゴイ!」と言われたことを、U字工事の著書である『レッツゴー!栃木 U字工事の熱血お国自慢』でU字工事との対談で語っている。また、この対談の中で、黒羽町には遊ぶところがないから、更衣室で『エルティーン』とか『おちゃっぴい』などの、女の子向けのエロ本を読んでいたとも語っている。
- 高校時代は自転車通学で、夏に大きな赤い麦わら帽子をかぶっていたら、「赤い帽子をかぶったヘンな男がすごいスピードで自転車で走り去っていった」と町内で騒ぎになった[5]。その当時の写真を見た和田アキ子から、「島田洋七そっくり」と言われている。
- 学生時代、当時大田原市にあったチェーンストアのサティにプリクラが設置されたときは町内で話題になり、大島は原付を5、6台連ねて撮りに行ったという[5]。

## 恋愛・結婚
- 夫の鈴木おさむとは交際期間無しで結婚した[6]。
  - 酒の席で酔っていた影響もあってか、鈴木が初対面の大島に向かって「結婚しよう」とプロポーズし、大島も「いいっすよ」と芸人のノリで返答した。しかしその後も会う度に鈴木から「結婚しよう」と言われ続け、当時鈴木には恋人がいたこともあって[注 3]大島も精神的に重荷となり、見かねた村上が鈴木に電話で苦言を呈していた。
  - ちなみに大島は、鈴木の電話番号を婚姻届を提出する日まで知らなかったという。
  - 婚姻届は誤って税務署の時間外ポストに入れたという珍エピソードも存在する。
- 結婚後は鈴木の住む高級マンションで暮らすようになる。だが当初、自身の下着はコインランドリーで洗濯していた。
- 結婚直後、大島は鈴木を「おさむさん」、鈴木は大島を「大島」と呼び合っていたが、結婚半年後に他人行儀を打破しようと大島は鈴木を「むーたん」、鈴木は大島を「みーたん」と呼び合うようになる。
- 波田陽区に「一番の奇跡は、大島の結婚ですから」と森三中を斬った際は、村上と黒沢かずこは「ウンウン」と納得している。なおその後、村上も結婚している。
- 2009年11月22日、鈴木とともに「パートナー・オブ・ザ・イヤー 2009」に選出された。
- テレビ番組では女を捨てた汚れ役を演じることも多いが、ルミネtheよしもとで行われている吉本新喜劇の舞台本番中に力んで放屁してしまった際、顔を真っ赤に紅潮させるなど、羞恥心は持ち合わせている。
- 夫共々肥満体型のため、テレビで自身と夫を混同する事が多いと述べている[7]。
- 2015年2月15日に放送された「世界の果てまでイッテQ!」にて、たんぽぽ川村宛ての手紙で自身の妊娠を発表[3][4]。同年6月22日、第1子男児を出産[1][8]。長男を出産した際には、自撮りヘルメットで撮影した映像を『世界の果てまでイッテQ！』で放送したことが物議を醸した[6]。主演映画『福福荘の福ちゃん』から1字を入れて、「笑福（えふ）」と命名[9]。7月6日、夫の鈴木おさむが、育児休暇として約一年間放送作家業を休むことを明らかにした[10]。
- 2016年1月17日放送の「世界の果てまでイッテQ!新春2時間SP」にて1年8カ月ぶりに復帰し、芸能活動を再開[11]。

## 出演
トリオでの出演は森三中#出演を参照。

### テレビ
- 極すれすれガレッジセール（プッチイボ - 日本海テレビ）
- ダウンタウンのガキの使いやあらへんで!!（日本テレビ）
- BBQ おバカ撲滅クイズ（日本テレビ）
- めちゃ×2イケてるッ!（2001年 - 2005年 フジテレビ） キューセー大島役
- 女芸人の中四国イケメン&グルメパラダイスツアー（2008年1月14日、共同テレビ）
- 森田一義アワー 笑っていいとも!（2008年10月3日 - 2010年9月30日、フジテレビ ※金曜→木曜レギュラー）
- 笑っていいとも!増刊号（2008年10月5日 - 2010年10月3日、フジテレビ）
- 日本史サスペンス劇場（2009年3月11日 - 日本テレビ） - 山本八重 役
- たかじん胸いっぱい（関西テレビ）
- 2時のワイドショー（読売テレビ）
- ザ・ワイド（日本テレビ・読売テレビ、不定期出演）
- 探偵!ナイトスクープ（ABC）
- 教児のおめざめワイド（中京テレビ）
- Goroプレゼンツ マイ・フェア・レディ（TBS）
- オレワン（2009年 - 2010年、フジテレビ、オクターブの広さオレワン）
- G.I.ゴロー（TBS）
- ウーマン・オン・ザ・プラネット（2012年10月6日 - 2014年3月29日、日本テレビ） - 司会
- 天真爛漫☆セキララ子〜恋敗女子のための幸せ応援バラエティ〜（2013年、朝日放送）
- 結婚したら人生劇変!○○の妻たち（2017年1月16日 - 、TBS）
- 解体キングダム「いざ！解体現場の世界へ」(2018年5月1日、NHK総合)[12] - 司会

### テレビドラマ
- 下北サンデーズ（2006年7月 - 9月、テレビ朝日） - キャンディ吉田 役
- ほんとにあった怖い話 夏の特別編2006 「四畳半の貴婦人」（2006年8月22日、フジテレビ）
- ドラマ版ちびまる子ちゃん第2弾（2006年10月31日、フジテレビ） - ブー太郎の母 役
- 4姉妹探偵団（2008年、ABCテレビ・テレビ朝日）
- 名探偵の掟 第七章（2009年5月29日、テレビ朝日） - 赤井留美 役
- 働くゴン!（2009年、日本テレビ） - メグぽん 役
- 生まれる。 最終話（2011年6月24日、TBS） - 太木美代子 役
- 嘆きの美女 最終回（2013年3月2日、NHK BSプレミアム） - 女性芸人A 役
- 永沢君（2013年4月1日 - 9月30日、TBS） - 小杉 役
- 吉祥寺だけが住みたい街ですか?（2016年10月14日 -、テレビ東京） - 主演・重田富子 役[13]
- 連続テレビ小説 風、薫る（2026年度前期放送予定、NHK） - うなぎ店の女将 役[14]

### ラジオ
- ほけんの窓口 森三中大島の「それ、聞いてみたら?」（2021年4月3日 - 2022年9月24日、TOKYO FM）

### 映画
- 漫☆画太郎SHOW ババアゾーン 第2話「たのしい遠足」（スープレックス・NMLエンタテイメント、2004年） - パトラ 役
- セクシードリンク大作戦〜神様のくれた酒（エス・エス・エム、2004年）
- ハンサム★スーツ（2008年11月1日公開） - 橋野本江 役
- 福福荘の福ちゃん（2014年11月8日公開） - 主演・おっさん 役
  - カナダのモントリオールで開催された『第18回ファンタジア国際映画祭』（7月17日～8月7日）で、最優秀主演女優賞を受賞する [15]。
- 父と僕の終わらない歌（2025年5月23日公開）[16]

### オリジナルビデオ
- パチンコバトル・ロワイアルII（トランスフォーマー、2004年）

### 機内ビデオ番組
- JALオリジナル機内番組 「よしもとJALTV」第一弾（2009年12月 - 2010年1月） - 日本航空機内で上映。

### ウェブテレビ
- HITOSHI MATSUMOTO presents ドキュメンタル（2017年、Amazonプライム・ビデオ） - シーズン2
- HITOSHI MATSUMOTO presents ドキュメンタル Documentary of Documental（2017年、Amazonプライム・ビデオ） - シーズン1出演

### テレビアニメ
- どすこい すしずもう（2021年、tvk） - お茶解説者 役[17]

### 吹き替え
- シュガー・ラッシュ（2013年） - ランシス・フラッガーバター 役
  - シュガー・ラッシュ:オンライン（2018年） - ランシス・フラッガーバター 役[18]

### CM
- ベルコ（玉姫殿）
- ふんわりニュービーズ（花王） - 夫の鈴木との共演。
- やさしいお酢（ミツカン） - 夫の鈴木との共演。
- サロンパスA（久光製薬）　- 黒沢かずこと共演。
- アリエール ダニよけプラス（P&Gジャパン） - 生田斗真、YOU、大沢あかねと共演。
- ドゥーテストLHa（ロート製薬）
- アタック除菌アドバンス（花王） - 賀来賢人と共演。

### ミュージック・ビデオ
- SunSet Swish「あすなろ」 - 夫の鈴木と出演のほか、本編中に登場するカップルの写真も二人で撮影。
- RED DIAMOND DOGS「RED SOUL BLUE DRAGON」（2018年）[19]
- 大森靖子「前説ADvance」（2022年9月1日）[20]

### 雑誌
- 「ブスの瞳が恋されて」を『ウフ.』誌（マガジンハウス）で連載中（2006年 - ）

## MyM
MyM（マイムー）は、2024年に結成された。

### 作品
- ASOBOZE（2024年5月22日）[2]